# Túnel Karavanke

O Túnel Karavanke(em alemão:  Karawankentunnel; em esloveno:  Predor Karavanke) é o quarto túnel ferroviário mais longo da Áustria e o mais longo da Eslovénia, com um comprimento de 7976 metros. O caminho-de-ferro circula por baixo do passo Rožca entre Rosenbach no sul da Áustria e Jesenice no norte da Eslovénia. O túnel era uma parte importante da linha Karawanken, e integrava a linha que ligava o porto hoje italiano de Trieste a Klagenfurt, a capital do estado federal austríaco da Caríntia.
Entre 1867-1918, Trieste fez parte do Império Austro-Húngaro, sendo o principal porto marítimo da Áustria e a saída principal para o comércio marítimo da monarquia dual, mas carecia de ligações ferroviárias adequadas com o interior da Áustria. Para dar impulso ao comércio de Trieste, e, em particular, para o comércio marítimo da Áustria, em geral, decidiu-se em 1901 construir a linha ferroviária Karawanken, que liga Trieste e Klagenfurt. A linha foi construída sobre a cordilheira Karavannke, na fronteira entre o que hoje são os estados esloveno e austríaco. O túnel foi inaugurado em 1 de outubro de 1906, pelo arquiduque Francisco Fernando.